# Семёрка (творческое объединение)
Группа «Семёрка» — неформальное творческое объединение туркменских художников, существовало в Туркменской ССР с 1971 по 1986 год. Названо по аналогии с американским фильмом «Великолепная семёрка», одним из самых кассовых фильмов 1960-х годов, во время вернисажа в сентябре 1971 года в Музее Востока (Москва). На афише выставки был использован орнамент «сайлан» — один из солярных символов, часто встречающийся на кошмах. «Сайлан», что значит «приметный», «лучший», «самый лучший», стал логотипом каталога выставки.
«Семёрка» была первой, возможно, и единственной, группой художников Центральной Азии в СССР в 1970-х годах, а также одной из немногих неформальных художественных групп в СССР того периода. Группа сыграла существенную роль в повышении статуса туркменского изобразительного искусства в СССР и за его пределами. Художникам группы совместно с Клычевым Иззатом принадлежит значительный вклад в формирование понятия «туркменской национальной школы живописи». В «Семёрку» вошли сценограф Шамухаммед (Шаджан) Акмухаммедов, художник кино Кульназар Бекмурадов,, живописец Дурды Байрамов, участвовавший в двух первых выставках и вышедший из группы в 1972 году, живописец Станислав Бабиков, живописец Чары Амангельдыев, живописец Мамед Мамедов скульптор Джума Джумадурды.

Именно благодаря художникам «Семёрки» можно узнать туркменскую живопись среди других, а это значит, что в туркменской живописи появилось новое понятие — понятие школы.— Директор Музея Востока Софья Михайловна Ерлашова, «Живопись советской Туркмении»

## Выставки группы
Следующим значительным выступлением была выставка семерых, что под названием «На земле Туркмении» была открыта в Москве осенью семьдесят первого года в Музее искусств народов Востока. Было радостно оттого, что, вопреки опасениям, в каждом из семерых участников выставки открылись только ему присущие черты творчества, человеческого характера, выявились сложные, самоценные натуры. Это было хорошо, это обнадёживало.— Юрий Яковлевич Халаминский, «Станислав Бабиков»
- Первая выставка «По туркменской земле» прошла в 1971 году в зале Союза художников Туркменистана. Был издан каталог, вступительную статью написал Ходжамухамедов С.
- Вторая выставка «На земле Туркмении», принёсшая большой успех и известность, прошла в Москве в 1971 г. в Музее Востока. Куратор Халаминская, Маргарита Ниловна. Вышел каталог, автор вступительной статьи и составитель каталога М. Н. Халаминская, курировавшая искусство Средней Азии в структуре Правления Союза художников СССР. Совместно со своим супругом искусствоведом Юрием Яковлевичем  0 Халаминским] (1923—1975) она внесла значительный вклад в продвижение туркменских художников на всесоюзной и международных выставочных площадках. «Есть люди, которые живут своим благополучием, своей собственной жизнью. А эти люди жили жизнью искусства. Желанием оказать содействие. Это с полным правом могу сказать потому, что видел их и в работе, и в быту Можно сказать — мы породнились с Халаминскими. Они приезжали к нам, как к своим. Мы приезжали в Москву — тоже как к своим…Из нашего поколения туркменских художников они помогли практически всем: „Семёрке“, Ярлы Байрамову, Камилю Миргалимову, мне, да и тем, кто моложе нас. Они видели в каждом из нас личность. Это очень важно».[15] Много для популяризации «Семёрки» сделала и директор ГМИНВ Софья Михайловна Ерлашова, автор альбома о туркменской живописи, автор книги о К. Бекмурадове.[16][17]
- Последняя выставка группы состоялась в ЦДХ, Москва, в 1986 году. Её назвали по аналогии со второй выставкой «На земле Туркмении». Участвовали: Ш. Акмухаммедов, Ч. Амангельдыев, М. Мамедов, К. Бекмурадов.
- Ретроспективная выставка «Семёрки» прошла в 2009 году в Государственном музее изобразительных искусств Туркменистана.
- Ретроспективная выставка. В 2014 году в Государственном музее искусств народов Востока прошла первая за более чем сорок лет ретроспективная выставка туркменского изобразительного искусства «Мелодии туркменской души» (5 — 21 декабря 2014),[18][19][20][21][22] рефреном выставки стал лозунг «Мы возвращаемся в старые стены». Это был возврат к выставке «Семёрки» 1971 года. Был издан каталог «Мелодии туркменской души. Живопись Туркменистана». Автором-составителем каталога стала Ирен Кистович-Гиртбан. А. Кураторы Мкртычев Т. К., Кистович И. А.  На выставке были представлены работы 60 полотен более 30 туркменских художников, основой экспозиции являлись картины Клычева И. Н. и «Семёрки». Генеральный директор ГМИНВ, доктор исторических наук, один из ведущих российских специалистов в области древней истории, археологии и нумизматики стран Ближнего и Среднего Востока, Центральной Азии Александр Всеволодович Седов писал в каталоге[23]"Государственный музе Востока уже не первый раз принимает у себя изобразительное искусство Туркменистана. В теперь уже далёком 1971 году в залах музея с успехом прошла выставка «На земле Туркмении, которая стала заметным явлением в художественной жизни не только Москвы, но и всей страны. И вот, по прошествии более чем сорока лет нам выпала честь вновь открыть московским ценителям прекрасного работы художников из независимого Туркменистана»"[24]

## Состав группы
В группу входило 6 живописцев и скульптор:
Акмухаммедов, Шаммухамед (1934—2010) — сценограф, художник кино, живописец, актёр, публицист. Окончил Московский художественный институт имени В. И. Сурикова, творческую мастерскую Курилко-Рюмина Михаила Михайловича . Народный художник Туркменистана, профессор, председатель Туркменского Фонда культуры (с момента его создания и по завершение деятельности), председатель Союза художников Туркмении; снимался в кинофильмах: Офицеры (фильм) в роли переводчика-предателя Керима, «Рабыня», «Смерти нет, ребята!». Художник фильма Мансурова Б. Б. «Рабыня» (Туркменфильм), снятого по рассказу Платонова А. П. «Такыр», Акмухаммедов получил 1 премию в номинации «лучшая работа художника» за этот фильма на 4-м Всесоюзном кинофестивале в Минске, 1970. Оператором картины был Нарлиев, Ходжакули;
Байрамов, Дурды Байрамович (1933—2014) — живописец, график. Окончил Институт имени В. Сурикова, творческую мастерскую Мочальского, Дмитрия Константиновича. Д. Байрамов вышел из группы в 1972 г. Народный художник Туркменистана, действительный член Академии художеств Кыргызстана, профессор. Д. Байрамов создал галерею портретов туркменской интеллигенции. Много работал в жанрах натюрморта, пейзажа, оставил большое творческое наследие в живописи и в графике;
Бабиков, Станислав Геннадьевич (1934—1977), живописец, график, публицист, сценограф. Выпускник Ленинградской средней художественной школы.Окончил Институт живописи, скульптуры и архитектуры имени И. Е. Репина (ЛИЖСА), творческая мастерская Серебряного И. А., сын художника Г. Ф. Бабикова (1911—1993), ученика Кончаловского П. П. и Машкова И. И., Б. В. Иогансона (студия при АХРР). Лауреат 2 премии ВДНХ за картину "Сбор винограда (1962), экспонировавшуюся на Biennale de Paris (3 сентября — 30 ноября 1967), Лауреат премии Ленинского комсомола Туркмении (посмертно, 1979). Совместно с Попковым В. Е. представлял изобразительное искусство СССР на V Biennale de Paris (1967). Также плодотворно работал в жанре портрета. Последними портретами художника стали «Портрет кинорежиссёра Ходжакули Нарлиева» и «Портрет народной артистки СССР Майи Шахбердыевой» (оба — 1977).

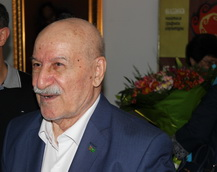
Кульназар Бекмурадов. На открытии своей юбилейной выставки. Ашхабад. 2016.

Бекмурадов, Кульназар Бекмурадович (1934—2017) — окончил Всероссийский государственный институт кинематографии имени С. А. Герасимова, творческую мастерскую Г. А. Мясникова Художник кино, живописец, график, первый ректор Академии художеств Туркмении. Один из наиболее влиятельных членов Союза художников Туркменистана на протяжении полувека. Народный художник Туркменистана, академик; Автор полотна «Пробуждение безмолвных»(Музей изобразительных искусств Туркмении) — одного из наиболее значительных произведения туркменских художников 60-х годов. В поздний период создал серии, посвящённые своим воспоминаниям, портреты членов «Семёрки» и И. Клычева, серии лирических пейзажей;
Мамед Мамедов (1933—1986), живописец, график, кончил Институт имени И. Репина (ЛИЖСА), творческая мастерская Е. Е. Моисеенко; Лауреат премии Ленинского комсомола туркмении, Государственной премии имени Махтумкули, Заслуженный деятель искусств ТССР;
Чары Амангельдыев (1934—2019), живописец, график, окончил институт имени В. Сурикова, творческая мастерская Д. К. Мочальского Рисунок преподавал Д. Д. Жилинский   Народный художник Туркменистана, профессор. Со второй половины 90-х гг. увлёкся историческим жанром, создав значительные монументальные полотна, находящиеся в собрании Музей изобразительных искусств Туркмении. Позже работал в абстракции.
Джума Джумадурды, скульптор (1933—1991) — окончил ашхабадское художественное училище имени Шота Руставели, ученик Алексея Щетинина, активно сотрудничавшего с Дмитровским фарфоровым заводом, автора бюста классика туркменской литературы Махтумкули Фраги. Народный художник Туркменистана, профессор. Автор памятника павшим в Великой Отечественной войне (т. н. «Тюльпан», Ашхабад, 1970, архитекторы Ф. Багиров и А. Курбанлиев; ныне перенесён и вошёл в скульптурный комплекс «Народная память»).

## Контекст эпохи
Время их прихода в туркменское искусство совпало со становлением понятия «туркменская школа живописи», связано с творчеством Иззата Клычева, чьё искусство того периода охватывало начало формирования Сурового стиля, где он, как представитель республиканской школы, выступил одновременно с Таиром Салаховым.
«Семёрка» как художественное явление повлияла на сложение понятия туркменской школы живописи, определив пути развития национального искусства. Группа укрепила авторитет туркменской школы на всесоюзном и международном уровнях. Художники, участвующие в группе, заняли лидирующие положение в национальном искусстве.
Ретроспективная выставка «Семёрки», прошедшая в Государственном музее изобразительных искусств Туркменистана в 2009 году, выявила очевидную культурологическую и художественную ценность этого явления. Равиль Бухараев был одним из инициаторов возрождения в России интереса к этому художественному явлению. По его инициативе была опубликована статья Ирен Кистович-Гиртбан «Туркменская „Семёрка“. Размышление об уходящем» в журнале Сибирские огни что способствовало возрождению интереса к творчеству группы в России.
Одна из кураторов выставки «Живопись Туркменистана. Мелодии туркменской души» в ГМИНВ (декабрь) Ирен Кистович во вступительной статье к каталогу писала: "Иззат Клычев смог преодолеть академическое видение и создать кардинально иную пластику живописного мотива. Его поиски продолжились в творчестве следующего поколения художников. К Иззату Клычеву тянулись молодые силы. Это были Шамухаммед (Шаджан) Акмухаммедов, Чары Амангельдыев, Станислав Бабиков, Дурды Байрамов, Кульназар Бекмурадов, Мамед Мамедов, выпускники ВУЗов Москвы и Ленинграда. С середины 1960-х годов они уже активно участвуют в выставочной жизни Туркменистана, их полотна во многом определили успех экспозиций республиканских отделов на всесоюзных выставках 1967 и 1969 годов. В 1970 году им, вместе со скульптором Джума Джумадурды, приходит идея объединиться. Возникает единственное неформальное творческое объединение туркменских художников, названное "Семёрка. Это название осталось в истории мирового искусства. Международный авторитет И. Клычева открывает им дорогу, и в 1971 году в Государственном музее Востока состоялась выставка «На земле Туркмении».
"Это было яркое экспрессивное искусство, восхитившее публику и собратьев по цеху. Туркменская школа живописи сравнивалась с грузинской, для той эпохи знаковой, блистающей звездой Ладо Гудиашвили. На «Семёрку» «ходила» Москва и, быть может, при переезде в Москву или Питер известность некоторых из них стала бы международной. Но покинуть Ашхабад, Туркмению никто из них всерьёз не думал, ведь там оставалась душа, там была Родина, те неуловимые нюансы, сотканные «белым солнцем пустыни», щедро питающие их творчество. Конечно, туркмены выступали в рамках системы СХ, но эмоционально их живопись сопоставима со знаменитой Бульдозерной выставкой".

## Произведения, посвящённые «Семёрке»
- Картина туркменского художника, дизайнера, ювелира, заслуженного деятеля искусств Туркменистана[27] Оразнепесова, Какаджана Оразнепесовича(1944—2006), выпускника первой в СССР школы дизайна в Сенеже М. А. Коника и Е. А. Розенблюма. «Семёрка» посвящено участникам группы. находится в собрании Государственного музея изобразительных искусств Туркменистана. При создании полотна Оразнепесов использовал постановочные фото, ему позировали все участники группы в позах, придуманных им к композиции в студии Оразнепесова в 1976 году. Полотно создавалось долго и было закончено после трагической смерти Станислава Бабикова к концу 1977 году.
- Портреты всех участников группы, свой автопортрет и портрет Иззата Клычева, без которого история группы не могла бы состояться, были созданы Кульназаром Бекмурадовым в 2014—2016 годах в память о «Семёрке» и И. Н. Клычеве к собственной юбилейной выставке, посвящённой 80-летию, прошедшей в Выставочном зале Союза Художников Туркменистана (апрель 2016 года).

## О творчестве группы
Художники группы «Семёрка» соединили язык постмодернизма с приёмами народного декоративно-прикладного искусства. Их творчество явилось новым этапом в становлении понятия «туркменская школа живописи», идущее от искусства Иззата Клычева, от стилистических приёмов его серии «Моя Туркмения». Для многих из них было важно ощущение близости творческого начала к примитивизму Бяшима Нурали, выпускника УШИВ и ВХУТЕМАСа (заслуженный деятеля искусств РСФСР П. В. Кузнецов, К. Н. Истомин). Важной составной частью направленностью их поисков стало обращение к искусству Авангарда, к творчеству Рувима Мазеля, соученика Шагала М., Лисицкого Л., Цадкина О. по школе Пэна Ю. в Витебске, выпускника Мюнхенской академии художеств, и его ученицы (УШИВ) Ольги Мизгирёвой.
В каталоге к выставке 1971 года Маргарита Халаминская отмечала значение группы в контексте конца 60-х — начала 70-х годов: «Большинство участников выставки „На земле Туркмении“ хорошо знакомы московскому зрителю. Их произведения во многом предопределили успех экспозиций республиканских отделов на Всесоюзной выставке 1967 года и Всесоюзной выставке, посвящённой 100-летию со дня рождения В. И. Ленина. С творчеством этого поколения туркменских художников связан плодотворный процесс в развитии современного изобразительного искусства республики, выразившейся прежде всего в углублении его идейно-образных задач и повышении мастерства» (>

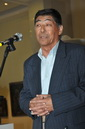
Ш. Акмухаммедов на открытии выставки «Семёрка». 2009.

М. Халаминская считала, что сценография Шамухаммеда (Шаджана) Акмухаммедова отличается «профессионализмом, верным пониманием образных задач, оригинальностью сценических решений» (см: М. Халаминская, вступ. ст. к кат. «На земле Туркмении». М., 1971. с. 10-11). На выставке 1971 года он представил серию пейзажей с видами Нохура, которую он продолжал на протяжении всей жизни. Мастер натюрморта и лирического пейзажа. О нём написана книга искусствоведом Анатолием Кантором. («Задумываясь над тем, как формируются судьбы туркменских художников, как определяется их жизненное призвание, часто замечаешь присущее многим из них качество, которое мы привыкли называть универсализмом. Универсализм художника — качество очень ценное, но совсем не редкое: полвека назад универсализм был программным требованием, ему обучались. Им гордились, и время рождало почти ренессансные типы универсализма: Маяковский был поэтом и художником, Татлин — художником, конструктором и музыкантом, Фаворский — художником, одинаково блистательным почти во всех видах изобразительного, декоративного и монументального искусства»(Цит. по: А. Кантор, Ш. Акмухаммедов. М., Сов. худ. 1986. с. 5).

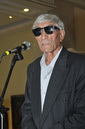
Ч. Амангельдыев. На вернисаже выставки «Семёрка». 2009.

Чары Амангельдыев прошёл период увлечения Суровым стилем. Его академический рисунок (преподавал Жилинский Д. Д.) трансформируется позже в свободный, экспрессивный мазок. Мастер не боится эксперимента, не любит застывших канонов, активно работает в области абстрактного искусства. Его кисть трепетна, холст пульсирует дробными пастозными мазками («Натюрморт с удодом», «Автопортрет», «Беседа»). Живопись художника обладает собственным звучанием, она музыкальна.
Дурды Байрамов более всего известен как портретист и мастер натюрморта. Начинал же он с тематической картины. Когда он начинал свой путь, основным направлением для туркменских живописцев была тематическая картина. В ГМИНВе в 1971 году экспонируются такие полотна Байрамова как «Первые» и "Туркменские ковровщицы. Российский график Дмитрий Бисти назвал Байрамова «прирождённым портретистом» и «картинщиком». Действительно, портретный жанр — отрада души Байрамова. (< Бисти Д. — В каталоге: Народный художник Туркменистана Дурды Байрамов. Выставка произведений. Живопись. Графика. — Ашхабад, 2003. Нумерация стр. отсутствует).
Ранний период творчества Станислава Бабикова , проходит увлечение «суровым стилем», ярким представителем которого он выступил в конце 50-х по 1964 года, оказав влияние на становление этого стиля в Туркмении, такими полотнами как «В старой ковровой мастерской» (1960, Восточно-Казахстанский Музей имени семьи Невзоровых), «Сбор винограда» (за эту картину художник награждён 2 премией ВДНХ на Всесоюзной выставке, 1962); «Нефтяники Челекена (Завтра снова будет солнце)» (1963—1964, оба полотна — Музей изобразительных искусств Туркмении) к продолжению идей русского сезаннизма, «Бубнового валета». Основная линия его искусства связана с поиском соотношений интенсивности цвета, как основного средства пластической выразительности плоскости, объёма, перспективы, композиционного построения мотива: «Сбор винограда» (1962), «Душный день рядом с Фритауном» (1968), «Кирпичи на стуле» (1971), «Сбор абрикосов» (1973).

Что же такое не лгать в искусстве? Вопрос этот был для нас сложным…становилось понятным, что заученное мастерство — фальшь, что жизнь многогранна и изменчива, и так трудно находить каждый раз тот цвет, то сплетение линий, ту поверхность красочного слоя, то расположение на холсте, от которых всё становится неповторимым, именно этому человеку присущим, именно этому душевному состоянию соответствующим, передающим мягкость, бархатистость характера или холодную заносчивость, или мудрость и именно такую мудрость.— Станислав Бабиков, «Станислав Бабиков»
Маргарита Халаминская, говоря о Кульназаре Бекмурадове в предисловии к каталогу выставки «На земле Туркмении», назвала основными чертами стиля Бекмурадова монументализм и лаконизм выражения. Лаконизм требует кристальной ясности мышления и максимально точного его отражения в работе, что блестяще выражено в «Пробуждении» — знаковой картине и для художника, и для туркменской живописи. Софья Ерлашова сочла «Пробуждение» и годом ранее написанную «Весть» открытиями не художника, а времени.

Изображая землю и народ, который на ней трудиться, я не стремился к передаче цветовых нюансов и рефлексов. Я ставил себе иные задачи. Мир условно разделился на два цвета: земля — это золото, народ — красный цвет.— Кульназар Бекмурадов, о картине «Пробуждение безмолвных», «Кульназар Бекмурадов»

Тема судьбы женщины Востока — популярная в те годы — решалась в композициях, «прочитывающих» её буквально: от хрестоматийной «Дочери Советской Киргизии» 1948 г. Семёна Чуйкова до триптиха «К свету» 1969 г. Чары Амангельдыева. Бекмурадов благополучно минует минорное умиление, возникающее при виде склонившейся над источником знаний (книгой) женщины с одухотворённым лицом. «Пробуждение» звучит как «Патетическая» симфония — в полотне нет ни одного лишнего движения кисти: золото и красный — два цвета в жёстком абрисе коричневых контуров.— Кистович-Гиртбан Ирен, Туркменская «Семёрка». Размышление об уходящем.
О Джума пишет Марал Хыбырова: "Сюжеты в скульптуре Джумы Джумаева не взяты из абстрактных пространств, они глубоко прочувствованы, вынесены из простой жизни народа, осмыслены до мелочей, скорее на уровне сердца, нежели разума. Сельские дети, старик и ослик, дедушка и внук, мать с младенцем, мальчишки, несущие казаны на той, гордый и элегантный верблюд, отдыхающий в знойный полдень — это одна сторона жизни художника, в которой всё до боли родное, понятное, идущее из детства. Тонкий лиризм, поэтика народных образов, глубокие философские размышления — это то, чем жил художник, с каждым годом усложняя формы воплощения своих замыслов, вырабатывая свой неповторимый художественный стиль, в котором переплелись самобытность и традиции востока и новые веяния европейской культуры. В некоторых его работах можно также различить едва уловимые отголоски "звериного стиля древних скифов.
Мамед Мамедов был близок школе Евсея Моисеенко, что принесло некоторые общие стилистические приёмы в его ранние произведения. Алексей Бобриков писал: «Живописная эстетизация „сурового стиля“ в ленинградской школе (у Моисеенко) представлена не менее изощрёнными живописными метафорами (сложными вариациями зелёных, коричневых, чёрных тонов), свободной фактурой и некой общей виртуозностью — потрясающим шиком техники.». Это характерно для такой работы М. Мамедова как «Моление о воде» (1965), Музей изобразительных искусств Туркменистана. Позже его работы приобрели большую сдержанность и графическую лаконичность.

## Музеи
- Государственная Третьяковская галерея. Москва.
- Музей Востока. Москва.
- Дирекция выставок Союза художников. Москва.
- Художественный фонд. Москва.
- Министерство культуры Российской Федерации. Москва.
- Музей изобразительных искусств Туркмении. Ашхабад.
- Дирекция выставок Союза художников Туркменистана. Ашхабад
- Музей изобразительных искусств, Мары, Туркмения
- Музей изобразительных искусств, Туркменабат, Туркмения
- Музей изобразительных искусств, Балканабат, Туркмения
- Восточно-Казахстанский областной музей изобразительных искусств имени семьи Невзоровых. Семей;
- Удмуртский республиканский музей изобразительных искусств. Ижевск;
- Союз художников СССР, передано Международная конфедерация Союзов художников (Конфедерация расформирована в 2017), в 2019 году передано Министерство культуры Российской Федерации и Росизо;
- Музей Института имени Репина Академии художеств Российской Федерации;
- Фонд Санкт-Петербургского государственного академического художественного лицея им. Б. В. Иогансона Российской академии художеств (Ленинградской средней художественной школы);
- Работы художников находятся во многих частных собраниях мира.